# Pero spina
Pero spina là một loài bướm đêm trong họ Geometridae.